# マット・ルーカス
マット・ルーカス（英: Matthew Richard "Matt" Lucas、1974年3月5日 - ）は、イギリスのコメディアン、俳優、脚本家。

## 略歴
イングランド・ウェストミンスターのパディントン出身。母方の家系はナチスの迫害から逃れるために、ドイツからイギリスに渡ってきたユダヤ系ドイツ人であった。脱毛症により、6歳の時にすべての髪の毛を失っている。原因については、4歳の時の交通事故の後遺症ではないかと語っているが、定かではない。パブリックスクールである男子校Haberdashers' Aske's Boys' Schoolでは、サシャ・バロン・コーエンが同級生であった。その後ブリストル大学に進学。芸術学部で演劇を専攻した。そこで後に『リトル・ブリテン』等でコンビを組むことになるデヴィッド・ウォリアムスと出会う。

## エピソード
アーセナルFCの熱狂的なサポーターである。ゲイであることを公にしており、2006年に同性の恋人Kevin McGeeと結婚。しかし2008年に離婚した。2009年にKevin McGeeが遺書を残し、首を吊って自殺しているのが発見された。

## 出演
- 2024年 - グラディエーターII 英雄を呼ぶ声(闘技場の進行役)
- 2023年 - ウォンカとチョコレート工場のはじまり(プロドノーズ役)
- 2019年 - ミッシング・リンク 英国紳士と秘密の相棒 Missing Link ※声の出演
- 2017年 - パーティで女の子に話しかけるには （PTワイン）
- 2015年〜2017年 - ドクター・フー（ナードル[5]）
- 2016年 - アリス・イン・ワンダーランド/時間の旅
- 2014年 - パディントン (映画)(ジョー役)
- 2013年 - テレーズ 情欲に溺れて In Secret (オリヴィエ役)
- 2013年 - Mr.スキャンダル The Look of Love (ディヴァイン役)
- 2012年 - スモール・アパートメント ワケアリ物件の隣人たち
- 2011年 - ブライズメイズ 史上最悪のウェディングプラン
- 2010年 - レ・ミゼラブル25周年記念コンサート
- 2010年 - マットとデヴィッド ボクたち空港なう。（脚本も担当）
- 2010年 - アリス・イン・ワンダーランド
- 2008年 - リトル・ブリテンUSA（脚本/出演/製作総指揮）
- 2006年 - 初笑いだよ2008 リトル・ブリテン 世界の国からこんにちはスペシャル
- 2005年 - MONSTER ［モンスター］
- 2005年 - Little BRITAIN／リトル・ブリテン3（脚本/出演）
- 2004年 - ショーン・オブ・ザ・デッド
- 2004年 - Little BRITAIN／リトル・ブリテン2（脚本/出演）
- 2003年 - Little BRITAIN／リトル・ブリテン（脚本/出演）
- 1999年 - プランケット&マクレーン

## その他
- アルフィー・ボーの2010年のアルバム「ブリング・ヒム・ホーム」にデュエットで参加